# Irina-Camelia Begu
Irina-Camelia Begu (Bucarest, 26 agosto 1990) è una tennista rumena.

## Carriera

### 2005-2007
Inizia a giocare nel circuito ITF a soli quindici anni, nel 2005, e debutta al torneo di Bucarest 1, dove si ferma al secondo turno. Nel doppio invece partecipa per la prima volta nel torneo ITF di Câmpina in coppia con Ruxandra-Floriana Tudosoiu. Raggiunge il primo risultato importante nel 2006 al torneo ITF di Galați nel doppio in coppia con Carmen-Raluca Tibuleac, dove vince il torneo. Nel singolare arriva in finale, a settembre, al torneo ITF di Bucarest 6, dove perde contro Alexandra Cadanțu.
Nel 2007 si aggiudica il torneo ITF di Bucarest nel doppio in coppia con Simona Halep. All'inizio di settembre raggiunge la finale nel doppio al torneo di Hunedoara con Laura Ioana Paar, e la settimana successiva al torneo di Brașov vince il titolo nel singolare e arriva in finale nel doppio.

### 2008
L'anno inizia con la finale al torneo di Ain Alsoukhna, dove perde contro Katarzyna Piter; a giugno raggiunge la finale nel doppio con Alexandra Damaschin al torneo ITF di Craiova. Il terzo titolo nel doppio arriva al torneo ITF di Bucarest con Ioana Gaspar e dopo un paio di settimane vince anche il titolo a Hunedoara con Elora Dabija. Alla fine di agosto, in coppia con Laura Ioana Paar, vince il torneo ITF di Bucarest, ma non si ferma qui. All'inizio di settembre sbanca il torneo ITF di Brasov, vincendo il titolo nel doppio e nel singolare e la stessa cosa accade anche al torneo ITF di Budapest. A fine anno vince il suo quarto titolo nel singolare al torneo ITF di Jounieh, battendo in finale Nastas'sja Jakimava; successivamente, al torneo di Glasgow, vince il titolo nel singolare e raggiunge la finale nel doppio.

### 2009
L'anno inizia con i tentativi di qualificazione ai tornei WTA di Marbella e Barcellona, dove perde al primo turno. Subito dopo si riscatta al torneo ITF di Bucarest, dove vince il titolo nel doppio con Simona Halep. A giugno partecipa alle qualificazioni per Wimbledon, ma perde nel secondo turno contro Julia Schruff. A metà luglio partecipa per la prima volta a un torneo WTA, a Budapest, dove però perde al primo turno; nel doppio invece debutta al torneo di Palermo con Marta Marrero e raggiunge i quarti di finale. A fine agosto perde subito al primo turno di qualificazione agli US Open.

### 2010
All'inizio dell'anno partecipa nella Fed Cup contro l'Ungheria e il Portogallo; ritorna poi a vincere al torneo ITF di Incheon, dove raggiunge la finale nel singolare e vince il titolo nel doppio con Erika Sema. A maggio partecipa al torneo WTA di Varsavia, ma perde subito contro Timea Bacsinszky. In seguito si ferma al primo turno di qualificazione ai tornei di Eastbourne e Wimbledon e raggiunge la finale nel doppio al torneo ITF di Darmstadt. Il decimo titolo ITF nel doppio arriva al torneo di Bucarest in coppia con Elena Bogdan e la settimana dopo replica a Hechingen. A ferragosto raggiunge la finale nel singolare al torneo di Versmold e in seguito, a metà settembre, trionfa al torneo di Podgorica, sia nel doppio sia nel singolare, e a fine mese vince il titolo nel doppio anche a Bucarest. In seguito raggiunge la finale al torneo ITF di Madrid con Elena Bogdan. A fine anno raggiunge la finale al torneo di Toyota con Mădălina Gojnea.

### 2011
L'anno inizia con le qualificazioni agli Australian Open, dove però perde all'ultimo turno contro Anne Keothavong. Il mese dopo si riscatta subito vincendo sia il titolo nel singolare che nel doppio al torneo ITF di Cali. La settimana successiva raggiunge i quarti nel doppio al torneo WTA di Bogotà con Elena Bogdan e poi arriva in semifinale nel doppio, con Aleksandra Panova, ad Acapulco. Il 10 aprile 2011 raggiunge la sua prima finale WTA a Marbella partendo dalle qualificazioni. Durante il torneo elimina nell'ordine: Alberta Brianti, Estrella Cabeza Candela, Klára Zakopalová e Svetlana Kuznecova. In finale si arrende alla forte bielorussa Viktoryja Azaranka.
A maggio per la prima volta partecipa a uno slam, al Roland Garros, dove raggiunge il secondo turno nel singolare. La settimana dopo, al torneo ITF di Marsiglia, raggiunge la finale nel singolare, mentre vince il titolo nel doppio. A Wimbledon perde al primo turno sia nel singolare che nel doppio, ma la settimana successiva raggiunge la sua seconda finale WTA. Il 10 luglio perde la finale del torneo di Budapest contro l'italiana Roberta Vinci in tre set. In precedenza la rumena aveva eliminato Laura Pous Tió, Ajla Tomljanović, Estrella Cabeza Candela e Anabel Medina Garrigues. Alla fine di luglio, al torneo ITF di Bucarest, si impone sia nel singolare sia nel doppio, mentre a fine agosto si fa notare al torneo di Dallas, dove arriva in semifinale in entrambe le gare. Agli US Open si ferma al primo turno nel singolare, mentre perde al secondo turno nel doppio. L'anno finisce con pochi risultati ai tornei WTA di Seul, Tokyo e Pechino.

### 2012
L'anno inizia subito con la vittoria del primo titolo WTA nel doppio a Hobart con Monica Niculescu; agli Australian Open si ferma al primo turno nel singolare, mentre raggiunge i quarti nel doppio. Dopo avere partecipato alla Fed Cup per la Romania partecipa al torneo di Acapulco dove raggiunge la semifinale nel singolare e nel doppio. Nel doppio raggiunge la semifinale anche nel torneo di Barcellona. Alla fine di aprile raggiunge la finale nel doppio al torneo di Fès con Alexandra Cadantu. Nel doppio raggiunge al semifinale anche a Budapest, mentre al Roland Garros si ferma al secondo turno nel singolare e al primo turno nel doppio. A Wimbledon perde subito nel singolare contro Romina Oprandi, mentre nel doppio con Monica Niculescu raggiunge il secondo turno. A Palermo perde in semifinale contro Sara Errani e la settimana dopo vince il suo diciassettesimo titolo ITF nel doppio a Bucarest. Agli US Open nel singolare raggiunge il secondo turno, mentre nel doppio con Alizé Cornet perde subito al primo turno. Il 15 settembre 2012 vince il suo primo titolo in carriera a Tashkent dove supera in finale la croata Donna Vekić con il punteggio di 6-4, 6-4. Al successivo torneo di Linz si ferma in semifinale e poi raggiunge la finale nel doppio al torneo di Lussemburgo con Monica Niculescu.

### 2013
Agli Australian Open raggiunge il secondo turno nel singolare, mentre si ferma al terzo turno nel doppio. In seguito raggiunge il secondo turno nei tornei di Acapulco, Indian Wells, Miami e Katowice. Al Roland Garros, nel singolare, perde subito contro Sílvia Soler Espinosa, mentre nel doppio si ferma al secondo turno. In seguito a 's-Hertogenbosch vince il secondo titolo WTA nel doppio con Anabel Medina Garrigues. A Wimbledon si ferma al primo turno sia nel singolare che nel doppio. Fino agli US Open non ottiene risultati importanti; nello slam americano in entrambi i tabelloni perde subito al primo turno. Alla fine dell'anno raggiunge i quarti in singolare a Seul e arriva in semifinale nel doppio al WTA 125S di Ningbo.

### 2014
L'anno inizia con gli Australian Open, dove si arrende al primo turno sia nel singolare che nel doppio. Alla fine di febbraio si aggiudica il terzo titolo WTA nel doppio a Rio de Janeiro con María Irigoyen e sempre in Brasile si aggiudica il torneo ITF di Campinas nel singolare. La settimana dopo a San Paolo vince il titolo ITF sia nel doppio che in singolare. All'inizio di aprile vince anche il titolo ITF nel doppio a Medellín, mentre si ferma in finale nel singolare. All'inizio di maggio raggiunge la semifinale nel singolare al torneo WTA di Oeiras; in seguito al Roland Garros partecipa solo nel doppio e raggiunge il terzo turno. A Wimbledon arriva al secondo turno nel singolare, mentre perde subito nel doppio con Karin Knapp. La settimana dopo vince il suo undicesimo titolo ITF nel singolare a Contrexéville contro Kaia Kanepi; nel doppio invece si ferma in finale. Agli US Open perde al secondo turno in singolare, mentre non va oltre il primo turno nel doppio. La settimana successiva raggiunge la semifinale in doppio a Tashkent e in seguito vince il torneo di Seul nel doppio. In chiusura d'anno ottiene una sorprendente finale a Mosca, dove però viene sconfitta in tre set da Anastasija Pavljučenkova.

### 2015 - ottavi all'Australian Open e secondo titolo WTA
L'anno inizia con il quarto turno agli Australian Open, dove perde contro Eugenie Bouchard. A metà febbraio, al torneo di Rio, raggiunge la semifinale nel singolare e perde la finale nel doppio in coppia con Maria Irigoyen. In seguito a Charleston e Madrid raggiunge i quarti di finale in singolare, mentre al Roland Garros si ferma al secondo turno in doppio e al terzo turno in singolare. A Wimbledon raggiunge il terzo turno perdendo contro Marija Šarapova, nel doppio con Lara Arrabuarena si ferma al secondo turno. A Washington raggiunge i quarti in singolare, mentre a Toronto raggiunge i quarti di finale nel doppio. Agli US Open perde subito nel singolare, mentre nel doppio si ferma al terzo turno con Ioana Raluca Olaru. Alla fine dell'anno vince il secondo titolo WTA nel singolare a Seul contro Aljaksandra Sasnovič, mentre in doppio si ferma in semifinale. La settimana dopo a Wuhan, perde la finale nel doppio. L'anno si chiude con la sconfitta in finale nel doppio anche nel torneo di Mosca.

### 2016 - ottavi a Parigi e terzo titolo WTA
Agli Australian Open perde subito al primo turno sia in doppio che in singolare. A Miami raggiunge il quarto turno e a Charleston i quarti di finale. Dopo i quarti di Madrid, a Roma raggiunge la semifinale sia in singolare che nel doppio con Monica Niculescu. Partecipa al Roland Garros solo in singolare e si ferma al quarto turno contro Shelby Rogers. A Wimbledon perde al primo turno in entrambi i tabelloni, ma all'inizio di agosto si riscatta vincendo il terzo titolo WTA nel singolare a Florianópolis. Alle Olimpiadi di Rio ottiene come miglior risultato i quarti nel doppio misto. Agli US Open perde al primo turno nel singolare e nel doppio e l'anno si chiude con il secondo turno a Seul e Wuhan.

### 2017
Nello slam australiano raggiunge il secondo turno in singolare e nel doppio misto, mentre perde subito al primo turno in doppio. Raggiunge i quarti nel doppio a San Pietroburgo e a Charleston nel singolare. A fine aprile raggiunge la semifinale a Istanbul nel singolare e poi a Madrid arriva in semifinale in doppio con Simona Halep. All'Open di Francia perde subito nel singolare, mentre raggiunge i quarti nel doppio. A fine giugno arriva in finale nel torneo ITF di Southsea, ma perde contro Tatjana Maria e poi a Wimbledon partecipa solo in singolare, raggiungendo il secondo turno. In seguito stravince al torneo di Bucarest, dove ottiene il titolo in singolare e nel doppio. Ottiene i quarti in doppio a Cincinnati, ma agli US Open perde subito sia in singolare che nel doppio. Dopo avere raggiunto i quarti nel doppio a Seul vince il titolo nel doppio con Sara Errani al torneo di Tientsin. Chiude l'anno con la semifinale nel singolare al torneo di Mosca.

### 2018
L'anno inizia molto con la semifinale a Shenzhen nel singolare e il titolo WTA nel doppio con Simona Halep. Agli Australian Open si ferma al secondo turno in singolare, mentre raggiunge la semifinale in doppio con Monica Niculescu. A Istanbul arriva in semifinale in singolare, ma allo slam francese raggiunge il terzo turno in singolare e il secondo turno nel doppio con Wang Qiang. Alla fine di giugno raggiunge la finale nel doppio a Eastbourne con Mihaela Buzărnescu. Dopo i quarti nel doppio a Wimbledon vince l'ottavo titolo WTA nel doppio a Bucarest con Andreea Mitu. Agli US Open raggiunge il secondo turno in entrambi i tabelloni e poi chiude l'anno arrivando in finale nel doppio a Tashkent con Ioana Raluca Olaru.

### 2019
Irina-Camelia inizia l'anno con una sconfitta all'esordio in quel di Shenzhen, rimediata contro Veronika Kudermetova; va meglio a Hobart, dove raggiunge i quarti di finale sia nel singolare (dove cede a Schmiedlová con un doppio 5-7) che nel doppio. All'Australian Open, approfitta del ritiro di Andrea Petkovic all'esordio mentre, al secondo, si arrende a Petra Kvitová in due set. A Hua Hin esce di scena al secondo turno contro Zheng Saisai (tds n°4) ma, in doppio, assieme a Niculescu, riesce a cogliere il titolo, il 9° della carriera e il secondo ottenuto assieme a Monica (a sette anni dal primo vinto assieme a Hobart). A Budapest, la romena batte Mona Barthel e Evgenja Rodina, accedendo ai quarti: nella circostanza, viene fermata da Markéta Vondroušová in tre set. Non figura poi bene nelle seguenti quattro uscite, non raccogliendo nemmeno una vittoria tra Indian Wells, Guadalajara, Miami e la Fed Cup.
In seguito gioca la stagione su terra: a Madrid esce di scena immediatamente contro Putinceva (4-6 3-6) mentre a Roma passa i due turni di qualificazione (battendo Puig e Gavrilova), ma soccombe al primo turno contro Kasatkina. A Norimberga viene subito eliminata da Friedsam in tre parziali. Al Roland Garros ottiene il miglior risultato sul mattone tritato del 2019: sconfigge Lin Zhu e Karolína Muchová, centrando il terzo turno: nell'occasione, viene battuta dalla futura semifinalista Amanda Anisimova, con il punteggio di 6(6)-7 4-6, non sfruttando però due set-point nel tie-break.
Dopo non essersi qualificata per il tabellone principale di Wimbledon, gioca a Bucarest: estromette Krunic al primo turno (7-5 6-1) ed elimina Kaja Juvan al secondo turno (6-4 6-3), accedendo al terzo quarto di finale stagionale: come nelle precedenti due circostanze, anche in questo caso viene sconfitta (dalla Siegemund questa volta). A Palermo raggiunge il secondo turno, fermata da Jasmine Paolini al tie-break del terzo set.
Agli US Open non si qualifica per il tabellone principale, cedendo a Jana Čepelová al secondo turno. Chiude l'anno WTA uscendo al primo turno sia a Seoul che a Tashkent. A livello ITF, invece, centra la finale nell'ITF 100K di Székesfehérvár, dove perde contro Danka Kovinić in tre set.
Grazie a questo risultato riesce a chiudere l'anno al n°99 del mondo.

### 2020
Irina-Camelia riesce a passare le qualificazioni a Shezhen, battendo Vögele e Krejčíková; nel tabellone principale si arrende subito a Kristýna Plíšková per 3-6 3-6. Non riesce a qualificarsi per il main-draw di Hobart mentre, all'Australian Open, cede all'esordio a Kiki Bertens (1-6 4-6). In seguito, vince il 12º titolo ITF della carriera a Il Cairo, battendo Lesja Curenko in finale. A marzo, torna in una finale WTA (a distanza di tre anni dall'ultima volta) nel WTA 125K di Indian Wells senza cedere nemmeno un set: nell'ultimo atto la romena trionfa contro Misaki Doi, cogliendo il 5° sigillo WTA della carriera.
Dopo questo torneo la romena è costretta a fermarsi a causa della pandemia di COVID-19, che costringe la WTA ad annullare tutti i tornei da marzo ad agosto. Tra questi saltano anche Wimbledon (cancellato, non accadeva dal 1945) e il torneo olimpico (rimandato al 2021).
Begu riprende a giocare sulla terra di Palermo: si arrende subito a Laura Siegemund (3-6 4-6). A Praga torna a giocare un buon torneo: batte Sevastova (9° testa di serie), Leonie Küng e Sara Sorribes Tormo nei quarti, centrando la semifinale; nella circostanza, cede alla connazionale Halep in due set.
Dopo un primo turno agli US Open, torna a disputare i tornei su terra in Europa: a Roma passa le qualificazioni contro Errani e Friedsam e, al primo turno, ottiene un'altra vittoria contro Cocciaretto (6-2 6-2); al secondo turno viene fermata da Johanna Konta, per 0-6 4-6. Al Roland Garros, esordisce bene contro Teichmann (6-4 4-6 6-3) ma perde al turno successivo nuovamente da Halep (3-6 4-6). Non riesce a passare le qualificazioni per Ostrava mentre, a Linz, si arrende all'esordio a Nadia Podoroska.
Termina l'anno al n°76 del mondo.

### 2021
Irina-Camelia inizia l'anno al Gippsland Trophy, in cui raggiunge i quarti di finale battendo Zheng (3-6 7-5 6-4), Sasnovič (5-7 6-4 6-4) e la n°14 del mondo Konta (4-6 7-6(10) 7-6(4)), annullandole anche due match point. Tra le ultime otto, cede a Naomi Ōsaka con lo score di 5-7 1-6. All'Australian Open delude le aspettative, perdendo da Nina Stojanović (3-6 4-6). Al Phillip Island Trophy, la romena si impone su Podoroska (6-3 6-3), Blinkova (6-3 6-2) e Wang (6(2)-7 6-2 6-1); nel suo secondo quarto stagionale, viene sconfitta da Bianca Andreescu (n°8 del mondo) per 3-6 6-4 6(5)-7, dopo due ore e mezza di battaglia. A Dubai e Miami esce all'esordio. Sulla terra non figura bene, uscendo al primo turno a Madrid e Parigi e al primo turno di qualificazione di Roma. A Wimbledon, Begu raggiunge il terzo turno, suo miglior risultato sui prati inglesi, battendo Volynets (6-4 7-5) e Martić (7-5 6(7)-7 6-3); al terzo turno, viene abbattuta da Iga Świątek, che le concede solo un game (1-6 0-6). In seguito, non ottiene risultati fino a fine agosto, quando disputa il WTA '250' di Cleveland: Begu si impone su Aleksandrova (n°3 del seeding), Hercog, Sasnovič e la testa di serie n°6 Linette. Raggiunge così la sua 9ª finale WTA, la prima ex-"International" dal 2017. Nell'ultimo atto, cede ad Anett Kontaveit in due set, per 6(5)-7 4-6. Dopo un primo turno allo US Open, raggiunge gli ottavi a Indian Wells (perdendo da Shelby Rogers) e i quarti a Tenerife, venendo estromessa da Ann Li (5-7 5-7).
Chiude l'anno al n°60 del mondo.

### 2022 - ottavi a Parigi
Begu inizia l'anno al Melbourne Summer Set II: estromette la n°1 del seeding Jessica Pegula (7-6(6) 6-3) e poi Jasmine Paolini (3-6 6-2 6-3), approdando ai quarti. Nella circostanza, cede alla futura campionessa Amanda Anisimova in tre set. All'Australian Open, esce di scena al secondo turno contro Elise Mertens, con lo score di 3-6 2-6. A San Pietroburgo, la rumena giunge in semifinale senza perdere set, eliminando Zhang (6-3 6-1), la n°6 del tabellone Kvitová (6-4 6-0) e Martincová (6-4 6-2). Nel penultimo atto, Begu viene sconfitta da Maria Sakkarī dopo più di tre ore di gioco, con lo score di 4-6 7-6(4) 4-6. Non brilla a Dubai, Doha e Indian Wells, uscendo sempre all'esordio; a Miami, dopo un successo al primo turno su Baptiste (6(6)-7 6-1 6-1), elimina a sorpresa la n°1 del tabellone Aryna Sabalenka, con il punteggio di 6-4 6-4. Al turno successivo, viene estromessa in tre set da un'altra bielorussa, Aljaksandra Sasnovič. Sulla terra, raggiunge gli ottavi a Charleston (battuta da Jabeur) e il terzo turno a Madrid, superata da Belinda Bencic. Al Roland Garros, la rumena si impone su Jasmine Paolini ed Ekaterina Aleksandrova in tre parziali, giungendo al terzo turno, dove lascia cinque giochi alla francese Jeanjean. Nel suo secondo ottavo a Parigi (il primo è datato 2016), Begu si arrende a Jessica Pegula.

## Statistiche WTA

### Singolare

#### Vittorie (6)
| Legenda               | Legenda      |
| --------------------- | ------------ |
| Grande Slam (0)       |              |
| Ori Olimpici (0)      |              |
| WTA Finals (0)        |              |
| WTA Elite Trophy (0)  |              |
| Dal 2009 al 2020      | Dal 2021     |
| Premier Mandatory (0) | WTA 1000 (0) |
| Premier 5 (0)         | WTA 1000 (0) |
| Premier (0)           | WTA 500 (0)  |
| International (4)     | WTA 250 (2)  |

| N. | Data              | Torneo                           | Superficie  | Avversaria in finale | Punteggio     |
| 1. | 15 settembre 2012 | Tashkent Open, Tashkent          | Cemento     | Donna Vekić          | 6-4, 6-4      |
| 2. | 27 settembre 2015 | Korea Open, Seul                 | Cemento     | Aljaksandra Sasnovič | 6-3, 6-1      |
| 3. | 5 agosto 2016     | Brasil Tennis Cup, Florianópolis | Cemento     | Tímea Babos          | 2-6, 6-4, 6-3 |
| 4. | 23 luglio 2017    | Bucarest Open, Bucarest          | Terra rossa | Julia Görges         | 6-3, 7-5      |
| 5. | 25 luglio 2022    | Palermo Ladies Open, Palermo     | Terra rossa | Lucia Bronzetti      | 6-2, 6-2      |
| 6. | 20 luglio 2025    | Iași Open, Iași                  | Terra rossa | Jil Teichmann        | 6-0, 7-5      |

#### Sconfitte (4)
| Legenda               | Legenda      |
| --------------------- | ------------ |
| Grande Slam (0)       |              |
| Argenti Olimpici (0)  |              |
| WTA Finals (0)        |              |
| WTA Elite Trophy (0)  |              |
| Dal 2009 al 2020      | Dal 2021     |
| Premier Mandatory (0) | WTA 1000 (0) |
| Premier 5 (0)         | WTA 1000 (0) |
| Premier (1)           | WTA 500 (0)  |
| International (2)     | WTA 250 (1)  |

| N. | Data            | Torneo                                | Superficie  | Avversaria in finale     | Punteggio     |
| 1. | 10 aprile 2011  | Andalucia Tennis Experience, Marbella | Terra rossa | Viktoryja Azaranka       | 3-6, 2-6      |
| 2. | 10 luglio 2011  | Hungarian Grand Prix, Budapest        | Terra rossa | Roberta Vinci            | 4-6, 6-1, 4-6 |
| 3. | 19 ottobre 2014 | Kremlin Cup, Mosca                    | Cemento (i) | Anastasija Pavljučenkova | 4-6, 7-5, 1-6 |
| 4. | 28 agosto 2021  | Tennis in the Land, Cleveland         | Cemento     | Anett Kontaveit          | 6(5)-7, 4-6   |

### Doppio

#### Vittorie (9)
| Legenda               | Legenda      |
| --------------------- | ------------ |
| Grande Slam (0)       |              |
| Ori Olimpici (0)      |              |
| WTA Finals (0)        |              |
| WTA Elite Trophy (0)  |              |
| Dal 2009 al 2020      | Dal 2021     |
| Premier Mandatory (0) | WTA 1000 (0) |
| Premier 5 (0)         | WTA 1000 (0) |
| Premier (0)           | WTA 500 (0)  |
| International (9)     | WTA 250 (0)  |

| N. | Data              | Torneo                          | Superficie  | Compagna                 | Avversare in finale                       | Punteggio              |
| 1. | 14 gennaio 2012   | Hobart International, Hobart    | Cemento     | Monica Niculescu         | Chuang Chia-jung Marina Eraković          | 6(4)-7, 7-6(4), [10-5] |
| 2. | 22 giugno 2013    | Rosmalen Open, 's-Hertogenbosch | Erba        | Anabel Medina Garrigues  | Dominika Cibulková Arantxa Parra Santonja | 4-6, 7-6(3), [11-9]    |
| 3. | 22 febbraio 2014  | Rio Open, Rio de Janeiro        | Terra rossa | María Irigoyen           | Johanna Larsson Chanelle Scheepers        | 6-2, 6-0               |
| 4. | 21 settembre 2014 | Korea Open, Seul                | Cemento     | Lara Arruabarrena Vecino | Mona Barthel Mandy Minella                | 6-3, 6-3               |
| 5. | 23 luglio 2017    | Bucarest Open, Bucarest         | Terra rossa | Raluca Olaru             | Elise Mertens Demi Schuurs                | 6-3, 6-3               |
| 6. | 15 ottobre 2017   | Tianjin Open, Tientsin          | Cemento     | Sara Errani              | Dalila Jakupovič Nina Stojanović          | 6-4, 6-3               |
| 7. | 6 gennaio 2018    | Shenzhen Open, Shenzhen         | Cemento     | Simona Halep             | Barbora Krejčíková Kateřina Siniaková     | 1-6, 6-1, [10-8]       |
| 8. | 22 luglio 2018    | Bucarest Open, Bucarest (2)     | Terra rossa | Andreea Mitu             | Danka Kovinić Maryna Zanevs'ka            | 6-3, 6-4               |
| 9. | 3 febbraio 2019   | Thailand Open, Hua Hin          | Cemento     | Monica Niculescu         | Anna Blinkova Wang Yafan                  | 2-6, 6-1, [12-10]      |

#### Sconfitte (7)
| Legenda               | Legenda      |
| --------------------- | ------------ |
| Grande Slam (0)       |              |
| Argenti Olimpici (0)  |              |
| WTA Finals (0)        |              |
| WTA Elite Trophy (0)  |              |
| Dal 2009 al 2020      | Dal 2021     |
| Premier Mandatory (0) | WTA 1000 (0) |
| Premier 5 (1)         | WTA 1000 (0) |
| Premier (2)           | WTA 500 (0)  |
| International (4)     | WTA 250 (0)  |

| N. | Data              | Torneo                               | Superficie  | Compagna           | Avversarie in finale                 | Punteggio           |
| 1. | 28 aprile 2012    | Marocco Open, Fès                    | Terra rossa | Alexandra Cadanțu  | Petra Cetkovská Aleksandra Panova    | 6-3, 6(5)-7, [9-11] |
| 2. | 21 ottobre 2012   | Luxembourg Open, Lussemburgo         | Cemento (i) | Monica Niculescu   | Andrea Hlaváčková Lucie Hradecká     | 3-6, 4-6            |
| 3. | 21 febbraio 2015  | Rio Open, Rio de Janeiro             | Terra rossa | María Irigoyen     | Ysaline Bonaventure Rebecca Peterson | 0-3, rit.           |
| 4. | 3 ottobre 2015    | Wuhan Open, Wuhan                    | Cemento     | Monica Niculescu   | Martina Hingis Sania Mirza           | 2-6, 3-6            |
| 5. | 23 ottobre 2015   | Kremlin Cup, Mosca                   | Cemento (i) | Monica Niculescu   | Dar'ja Kasatkina Elena Vesnina       | 3-6, 7-6(7), [5-10] |
| 6. | 30 giugno 2018    | Eastbourne International, Eastbourne | Erba        | Mihaela Buzărnescu | Gabriela Dabrowski Xu Yifan          | 3-6, 5-7            |
| 7. | 29 settembre 2018 | Tashkent Open, Tashkent              | Cemento     | Raluca Olaru       | Olga Danilović Tamara Zidanšek       | 5-7, 3-6            |

## Circuito WTA 125

### Singolare

#### Vittorie (4)
| N. | Data              | Torneo                                | Superficie  | Avversaria in finale | Punteggio     |
| 1. | 8 marzo 2020      | Indian Wells Challenger, Indian Wells | Cemento     | Misaki Doi           | 6-3, 6-3      |
| 2. | 18 settembre 2022 | Țiriac Foundation Trophy, Bucarest    | Terra rossa | Réka Luca Jani       | 6-3, 6-3      |
| 3. | 8 settembre 2024  | Montreux Open, Montreux               | Terra rossa | Petra Marčinko       | 1-6, 6-3, 6-0 |
| 4. | 9 novembre 2024   | Cali Open, Cali                       | Terra rossa | Veronika Erjavec     | 6-3, 6-3      |

#### Sconfitte (2)
| N. | Data           | Torneo                        | Superficie  | Avversaria in finale   | Punteggio     |
| 1. | 23 luglio 2023 | Iași Open, Iași               | Terra rossa | Ana Bogdan             | 2-6, 3-6      |
| 2. | 31 marzo 2024  | Megasaray Hotels Open, Adalia | Terra rossa | Jéssica Bouzas Maneiro | 2-6, 6-4, 2-6 |

## Statistiche ITF

### Singolare

#### Vittorie (12)
| Torneo $100.000 (4) |
| Torneo $80.000 (0)  |
| Torneo $75.000 (0)  |
| Torneo $60.000 (0)  |
| Torneo $50.000 (1)  |
| Torneo $25.000 (4)  |
| Torneo $15.000 (0)  |
| Torneo $10.000 (3)  |

| N.  | Data              | Torneo                                         | Superficie  | Avversaria               | Punteggio        |
| 1.  | 9 settembre 2007  | Trofeul Distrigaz Sud, Brașov                  | Terra rossa | Andreea Mitu             | 7-6(2), 6-2      |
| 2.  | 7 settembre 2008  | Trofeul Distrigaz Sud, Brașov                  | Terra rossa | Diana Enache             | 4-6, 6-4, 6-1    |
| 3.  | 14 settembre 2008 | ITF Women's Circuit Budapest-Idom, Budapest    | Terra rossa | Laura Ioana Andrei       | 7-5, 6-1         |
| 4.  | 11 ottobre 2008   | Jounieh Open, Jounieh                          | Terra rossa | Nastas'sja Jakimava      | 6-2, 6-0         |
| 5.  | 26 ottobre 2008   | AEGON Pro Series Glasgow, Glasgow              | Cemento (i) | Patricia Mayr-Achleitner | 2-6, 7-5, 7-6(1) |
| 6.  | 19 settembre 2010 | Royal Cup, Podgorica                           | Terra rossa | Annalisa Bona            | 6-1, 6-1         |
| 7.  | 13 febbraio 2011  | Copa Bionaire, Cali                            | Terra rossa | Laura Pous Tió           | 6-3, 7-6(1)      |
| 8.  | 24 luglio 2011    | BCR Open Romania Ladies, Bucarest              | Terra rossa | Laura Pous Tió           | 6-3, 7-5         |
| 9.  | 9 marzo 2014      | Circuito Feminino Future de Tênis 2, Campinas  | Terra rossa | Aleksandra Panova        | 6-2, 6-4         |
| 10. | 16 marzo 2014     | Circuito Feminino Future de Tênis 3, San Paolo | Terra rossa | Aleksandra Panova        | 7-5, 4-6, 6-4    |
| 11. | 6 luglio 2014     | Open 88 Contrexéville, Contrexéville           | Terra rossa | Kaia Kanepi              | 6-3, 6-4         |
| 12. | 16 febbraio 2020  | Zed Tennis Open, Il Cairo                      | Cemento     | Lesja Curenko            | 6-4, 3-6, 6-2    |

#### Sconfitte (8)
| Torneo $100.000 (3) |
| Torneo $80.000 (0)  |
| Torneo $75.000 (0)  |
| Torneo $60.000 (0)  |
| Torneo $50.000 (1)  |
| Torneo $25.000 (2)  |
| Torneo $15.000 (0)  |
| Torneo $10.000 (2)  |

| N. | Data              | Torneo                                         | Superficie      | Avversaria           | Punteggio     |
| 1. | 10 settembre 2006 | Distrigaz Sud, Bucarest                        | Terra rossa     | Alexandra Cadanțu    | 3-6, 6-1, 3-6 |
| 2. | 23 marzo 2008     | ITF Women's Circuit Ain Alsoukhna, Ain Sukhna  | Terra rossa     | Katarzyna Piter      | 6(7)-7, 4-6   |
| 3. | 11 aprile 2010    | ITF Incheon Women's Challenger Tennis, Incheon | Cemento         | Jin-A Lee            | 4-6. 2-6      |
| 4. | 15 agosto 2010    | Reinert Open, Versmold                         | Terra rossa     | Magda Linette        | 2-6, 5-7      |
| 5. | 12 giugno 2011    | Open GDF SUEZ de Marseille, Marsiglia          | Terra rossa     | Pauline Parmentier   | 3-6, 2-6      |
| 6. | 6 aprile 2014     | Seguros Bolivar Open Medellin, Medellín        | Terra rossa     | Verónica Cepede Royg | 4-6, 6-4, 4-6 |
| 7. | 30 giugno 2017    | AEGON Southsea Trophy, Southsea                | Erba            | Tatjana Maria        | 2-6, 2-6      |
| 8. | 27 ottobre 2019   | Kiskút Open, Székesfehérvár                    | Terra rossa (i) | Danka Kovinić        | 4-6, 6-3, 3-6 |

### Doppio

#### Vittorie (19)
| Torneo $100.000 (5) |
| Torneo $80.000 (0)  |
| Torneo $75.000 (1)  |
| Torneo $60.000 (0)  |
| Torneo $50.000 (1)  |
| Torneo $25.000 (5)  |
| Torneo $15.000 (0)  |
| Torneo $10.000 (7)  |

| N.  | Data              | Torneo                                                | Superficie  | Partner                | Avversarie                                  | Punteggio               |
| 1.  | 2 luglio 2006     | Trofeul Gaz de France, Galați                         | Terra rossa | Carmen Raluca Tibuleac | Bianca-Ioana Bonifate Diana-Andreea Gae     | 6-2, 7-5                |
| 2.  | 13 maggio 2007    | Trofeul Distrigaz Sud, Bucarest                       | Terra rossa | Simona Halep           | Laura Ioana Andrei Ioana Gaspar             | 6-4, 6-2                |
| 3.  | 13 luglio 2008    | Trofeul Distrigaz Sud, Bucarest                       | Terra rossa | Ioana Gaspar           | Mihaela-Florina Bunea Gabriela Niculescu    | 4-6, 6-3, [10-3]        |
| 4.  | 27 luglio 2008    | Trofeul Boromir, Hunedoara                            | Terra rossa | Elora Dabija           | Katarina Poljakova Zuzana Zlochová          | 7-5, 6-2                |
| 5.  | 31 agosto 2008    | Trofeul Distrigaz Sud, Bucarest                       | Terra rossa | Laura Ioana Andrei     | Ljudmyla Kičenok Nadežda Kičenok            | 6-2, 3-6, [10-6]        |
| 6.  | 7 settembre 2008  | Trofeul Distrigaz Sud, Brașov                         | Terra rossa | Laura Ioana Andrei     | Bianca Hîncu Cristina-Madalina Stancu       | 6-2, 6-2                |
| 7.  | 14 settembre 2008 | ITF Women's Circuit Budapest -Idom GDF Suez, Budapest | Terra rossa | Laura Ioana Andrei     | Davinia Lobbinger Efrat Mishor              | 6-2, 6-4                |
| 8.  | 10 maggio 2009    | BCR Open Romania Ladies, Bucarest                     | Terra rossa | Simona Halep           | Julia Görges Sandra Klemenschits            | 2-6, 6-0, [12-10]       |
| 9.  | 11 aprile 2010    | ITF Incheon Women's Challenger Tennis, Incheon        | Cemento     | Erika Sema             | Misaki Doi Junri Namigata                   | 6-0, 7-6(8)             |
| 10. | 1º agosto 2010    | ITF Women's Circuit Bucharest 2, Bucarest             | Terra rossa | Elena Bogdan           | María Irigoyen Florencia Molinero           | 6-1, 6-1                |
| 11. | 8 agosto 2010     | Hechingen Ladies Open, Hechingen                      | Terra rossa | Anaïs Laurendon        | Julia Schruff Erika Sema                    | 6-2, 4-6, [10-8]        |
| 12. | 19 settembre 2010 | Royal Cup, Podgorica                                  | Terra rossa | Mihaela Buzărnescu     | Valeriya Solovyeva Maryna Zanevs'ka         | 5-7, 7-5, [12-10]       |
| 13. | 26 settembre 2010 | TC 2000 Sever Dron, Bucarest                          | Terra rossa | Elena Bogdan           | Leticia Costas Eva Fernandez-Brugues        | 6-1, 6-3                |
| 14. | 13 febbraio 2011  | Copa Bionaire, Cali                                   | Terra rossa | Elena Bogdan           | Ekaterina Ivanova Kathrin Woerle-Scheller   | 2-6, 7-6(6), [11-9]     |
| 15. | 12 giugno 2011    | Open GDF SUEZ de Marseille, Marsiglia                 | Terra rossa | Nina Bratčikova        | Laura Ioana Andrei Mădălina Gojnea          | 6-2, 6-2                |
| 16. | 24 luglio 2011    | BCR Open Romania Ladies, Bucarest                     | Terra rossa | Elena Bogdan           | Maria Elena Camerin İpek Şenoğlu            | 6(1)-7, 7-6(4), [16-14] |
| 17. | 22 luglio 2012    | BCR Open Romania Ladies, Bucarest                     | Terra rossa | Alizé Cornet           | Elena Bogdan Raluca Olaru                   | 6-2, 6-0                |
| 18. | 16 marzo 2014     | Circuito Feminino Future de Tênis, San Paolo          | Terra rossa | Aleksandra Panova      | Maria-Fernanda Alvarez-Teran María Irigoyen | 6-4, 3-6, [11-9]        |
| 19. | 6 aprile 2014     | Seguros Bolivar Open Medellin, Medellín               | Terra rossa | María Irigoyen         | Monique Adamczak Marina Shamayko            | 6-2, 7-6(2)             |

#### Sconfitte (8)
| Torneo $100.000 (1) |
| Torneo $80.000 (0)  |
| Torneo $75.000 (1)  |
| Torneo $60.000 (0)  |
| Torneo $50.000 (1)  |
| Torneo $25.000 (2)  |
| Torneo $15.000 (0)  |
| Torneo $10.000 (3)  |

| N. | Data             | Torneo                                                | Superficie    | Partner             | Avversarie                                       | Punteggio        |
| 1. | 2 settembre 2007 | Trofeul Boromir, Hunedoara                            | Terra rossa   | Laura Ioana Andrei  | Antonia Xenia Tout Diana Enache                  | 6-3, 4-6, 4-6    |
| 2. | 9 settembre 2007 | Trofeul Distrigaz Sud, Brașov                         | Terra rossa   | Diana-Andreea Gae   | Raluca Ciulei Camelia-Elena Hristea              | 5-7, 4-6         |
| 3. | 15 giugno 2008   | Trofeul Popeci, Craiova                               | Terra rossa   | Alexandra Damaschin | Laura Ioana Andrei Diana Enache                  | 3-6, 1-6         |
| 4. | 26 ottobre 2008  | AEGON Pro Series Glasgow, Glasgow                     | Cemento (i)   | Laura Ioana Andrei  | Stefania Boffa Amanda Elliott                    | 4-6, 6(3)-7      |
| 5. | 18 luglio 2010   | Darmstadt Tennis International, Darmstadt             | Terra rossa   | Erika Sema          | Vitalija D'jačenko Laura Siegemund               | 6-4, 1-6, [4-10] |
| 6. | 10 ottobre 2010  | Torneo Internacional Femenino Villa de Madrid, Madrid | Terra rossa   | Elena Bogdan        | Lara Arruabarrena Vecino María Teresa Torró Flor | 4-6, 5-7         |
| 7. | 28 novembre 2010 | Dunlop World Challenge, Toyota                        | Sintetico (i) | Mădălina Gojnea     | Shūko Aoyama Rika Fujiwara                       | 6-1, 3-6, [9-11] |
| 8. | 6 luglio 2014    | Lorraine Open 88, Contrexéville                       | Terra rossa   | María Irigoyen      | Aleksandra Panova Laura Thorpe                   | 3-6, 0-4 rit.    |

## Vittorie contro giocatrici top 10
| Stagione | 2012 | 2013 | 2014 | 2015 | 2016 | 2017 | 2018 | 2019 | 2020 | 2021 | 2022 | 2023 | Totale |
| -------- | ---- | ---- | ---- | ---- | ---- | ---- | ---- | ---- | ---- | ---- | ---- | ---- | ------ |
| Vittorie | 1    | 0    | 0    | 1    | 3    | 0    | 1    | 0    | 0    | 0    | 1    | 1    | 8      |

| #    | Giocatrice           | Ranking | Evento                           | Superficie  | Turno | Punteggio        | Rank. ICBR |
| ---- | -------------------- | ------- | -------------------------------- | ----------- | ----- | ---------------- | ---------- |
| 2012 |                      |         |                                  |             |       |                  |            |
| 1.   | Caroline Wozniacki   | 8       | US Open, New York                | Cemento     | 1T    | 6–2, 6–2         | 96         |
| 2015 |                      |         |                                  |             |       |                  |            |
| 2.   | Angelique Kerber     | 9       | Australian Open, Melbourne       | Cemento     | 1T    | 6-4, 0-6, 6-1    | 42         |
| 2016 |                      |         |                                  |             |       |                  |            |
| 3.   | Garbiñe Muguruza     | 4       | Madrid Open, Madrid              | Terra rossa | 2T    | 5–7, 7–6(4), 6–3 | 34         |
| 4.   | Viktoryja Azaranka   | 6       | Internazionali d'Italia, Roma    | Terra rossa | 2T    | 6–3, 6–2         | 35         |
| 5.   | Belinda Bencic       | 8       | Birmingham Classic, Birmingham   | Erba        | 1T    | 6-4, 4-3 rit.    | 26         |
| 2018 |                      |         |                                  |             |       |                  |            |
| 6.   | Jeļena Ostapenko     | 5       | Madrid Open, Madrid              | Terra rossa | 1T    | 6-3, 6-3         | 38         |
| 2022 |                      |         |                                  |             |       |                  |            |
| 7.   | Aryna Sabalenka      | 5       | Miami Open, Miami Gardens        | Cemento     | 2T    | 6–4, 6-4         | 70         |
| 2023 |                      |         |                                  |             |       |                  |            |
| 8.   | Veronika Kudermetova | 9       | Adelaide International, Adelaide | Cemento     | QF    | 7-5, 6-4         | 34         |

## Risultati in progressione
| Sigla | Risultato               |
| ----- | ----------------------- |
| V     | Vincitore               |
| F     | Finalista               |
| SF    | Semifinalista           |
| O     | Oro olimpico            |
| A     | Argento olimpico        |
| SF    | Bronzo olimpico         |
| QF    | Quarti di Finale        |
| 4T    | Quarto turno            |
| 3T    | Terzo turno             |
| 2T    | Secondo turno           |
| 1T    | Primo turno             |
| RR    | Round Robin             |
| LQ    | Turno di qualificazione |
| A     | Assente                 |
| ND    | Non disputato           |

| Legenda superfici    |
| -------------------- |
| Cemento              |
| Terra battuta        |
| Erba                 |
| Superficie variabile |

### Singolare
| Tornei del Grande Slam |     |     |     |     |     |     |     |     |     |     |     |     |     |     |     |     |       |
| Australian Open        | A   | A   | A   | Q3  | 1T  | 2T  | 1T  | 4T  | 1T  | 2T  | 2T  | 2T  | 1T  | 1T  | 2T  | 2T  | 9–12  |
| Open di Francia        | A   | Q3  | A   | 2T  | 2T  | 1T  | Q3  | 3T  | 4T  | 1T  | 3T  | 3T  | 2T  | 1T  | 4T  | 3T  | 17–12 |
| Wimbledon              | A   | Q2  | Q1  | 1T  | 1T  | 1T  | 2T  | 3T  | 1T  | 2T  | 1T  | A   | ND  | 3T  | 3T  | 2T  | 9–11  |
| US Open                | A   | Q1  | A   | 1T  | 2T  | 1T  | 2T  | 1T  | 1T  | 1T  | 2T  | A   | 1T  | 1T  | 2T  | 1T  | 4–12  |
| Vittorie-sconfitte     | 0–0 | 0–0 | 0–0 | 1–3 | 2–4 | 1–4 | 2–3 | 7–4 | 3–4 | 2–4 | 4–4 | 3–2 | 1-3 | 2-4 | 7-4 | 4-4 | 39–47 |
| Ranking di fine anno   | 231 | 230 | 214 | 40  | 52  | 124 | 42  | 31  | 29  | 43  | 66  | 99  | 76  | 60  | 34  | 76  |       |

### Doppio
| Tornei del Grande Slam |     |     |     |     |     |     |     |     |     |     |     |     |     |       |
| Australian Open        | A   | QF  | 3T  | 1T  | 2T  | 1T  | 1T  | SF  | 2T  | 1T  | 1T  | 1T  | 1T  | 11–12 |
| Open di Francia        | A   | 1T  | 2T  | 3T  | 2T  | A   | QF  | 2T  | 1T  | 1T  | SF  | 2T  | 1T  | 13–11 |
| Wimbledon              | 1T  | 2T  | 1T  | 1T  | 2T  | 1T  | A   | QF  | 3T  | ND  | A   | 1T  | 2T  | 8–10  |
| US Open                | 2T  | 1T  | 1T  | 1T  | 3T  | 1T  | 1T  | 2T  | A   | A   | 2T  | 1T  | 1T  | 5–11  |
| Vittorie-sconfitte     | 1–2 | 4–4 | 3–4 | 2–4 | 5–4 | 0–3 | 3–3 | 9–4 | 3–3 | 0-2 | 5-3 | 1-4 | 1-4 | 37–44 |
| Ranking di fine anno   | 62  | 37  | 69  | 56  | 30  | 170 | 38  | 23  | 73  | 123 | 63  | 134 | 184 |       |

### Doppio misto
| Tornei del Grande Slam |     |     |     |     |     |     |     |     |
| Australian Open        | 2T  | A   | 1T  | A   | A   | A   | A   | 1–2 |
| Open di Francia        | A   | A   | A   | A   | A   | A   | A   | 0–0 |
| Wimbledon              | A   | A   | A   | A   | A   | A   | A   | 0–0 |
| US Open                | A   | A   | A   | A   | A   | A   | A   | 0–0 |
| Vittorie-sconfitte     | 1–1 | 0–0 | 0–1 | 0–0 | 0–0 | 0–0 | 0–0 | 1–2 |